# Red Nacional de Bibliotecas de México
La Red Nacional de Bibliotecas Públicas es un sistema coordinado por la Dirección General de Bibliotecas que originalmente dependía del Consejo Nacional para la Cultura y las Artes (CONACULTA) y actualmente de la Secretaría de Cultura.
Dependencia del gobierno mexicano dedicada a generar las políticas y establecer los procedimientos para facilitar el acceso equitativo, libre y gratuito de los mexicanos al conocimiento y la cultura, y fomentar la lectura en las bibliotecas públicas del país.
Está conformada por 31 redes estatales y 16 delegacionales; integradas a su vez por todas las bibliotecas públicas que se encuentran en sus respectivas jurisdicciones.
En el país, actualmente se operan 7,363 bibliotecas establecidas a lo largo y ancho del territorio nacional, proporcionando servicios bibliotecarios gratuitos a más de 30 millones de usuarios.

## Historia
En los años ochenta, momento de una grave crisis económica en México, el entonces Presidente de la República, Miguel de la Madrid, le pidió al Secretario de Educación, Jesús Reyes Heroles, desarrollar un programa para fomentar la igualdad de oportunidades de acceso a la lectura. El Secretario acudió entonces a Ana María Magaloni, en ese momento investigadora del Centro Universitario de Investigaciones Bibliotecológicas de la UNAM. Desarrollaron entonces las bases del Programa Nacional de Bibliotecas Públicas, primer intento formal desde la labor de José Vasconcelos para dotar al país de una adecuada infraestructura bibliotecaria capaz de satisfacer las necesidades de información de la población mexicana, proclamado por el presidente de la Madrid el 2 de agosto de 1983. Jesús Reyes Heroles nombró a Ana María Magaloni como directora general de Bibliotecas de la SEP, cargo que desempeñaría hasta el año 2001.
Aunque el Programa Nacional de Bibliotecas no se consolidó plenamente tras la muerte de Jesús Reyes Heroles en 1985, Magaloni continuó el proyecto con el objetivo de proporcionar acceso gratuito a la lectura en México. En mayo de 1983, el gobierno de México presentó el Plan Nacional de Desarrollo 1983-1988 y el Programa Nacional de Educación, Cultura y Deporte en 1984, ambos con lineamientos para mejorar los servicios bibliotecarios en el país, incluyendo la capacitación de bibliotecarios. Se incorporaron bibliotecarios experimentados al programa y se establecieron redes estatales y delegacionales para su operación, con el compromiso de la SEP de apoyar estos servicios.
Así, la Dirección General de Bibliotecas de la SEP —actualmente adscrita a la Secretaría de Cultura— emprendió el proyecto de fortalecer y acrecentar la Red Nacional de Bibliotecas. Si bien estas bibliotecas están diseñadas con el objetivo principal de auxiliar a los estudiantes de educación básica, media y media superior, y no tanto para atender las necesidades culturales, informativas y recreativas de otro tipo de personas lectoras, en ellas se realizan actividades de fomento a la lectura.

La Ley General de Bibliotecas promulgada en 1988 establecía el compromiso de dirigir y coordinar a nivel nacional la Red Nacional de Bibliotecas desde la Dirección General de Bibliotecas de la SEP y señalaba que era obligación del gobierno federal seleccionar y dotar de acervo bibliográfico a la Red, organizar las colecciones en forma centralizada, capacitar al personal y establecer la normatividad de los servicios. La Red Nacional quedó constituida por sedes estatales conformadas por una biblioteca estatal central, bibliotecas regionales y las bibliotecas públicas municipales. Los recursos humanos de las bibliotecas estatales y municipales son una atribución de los gobiernos de cada estado o municipio.
La Red en México fue formalizada y consolidada mediante la Ley de Bibliotecas de 1988 en nuestro país. Y durante el período de 1983 a 1988 se reunieron los ‘elementos básicos’ de una red al sumar 3047 bibliotecas públicas que prestaban servicios de manera coordinada bajo el mando de la Dra. Magaloni y los profesionales que le acompañaron y colaboraron para movilizar el proyecto.
Entre 1983 y 2001
se pusieron a disposición de la población nuevos edificios, colecciones y servicios. Promovió además la memoria bibliográfica del país a través de la historia de las bibliotecas públicas en cada estado y la bibliografía local. Para lograr el gran incremento de bibliotecas públicas Magaloni introdujo un novedoso diseño de participación y corresponsabilidad con los gobiernos federal, estatal y municipal, que después fue también la fórmula para la caída de muchas de estas bibliotecas, porque los gobiernos locales no tuvieron la sensibilidad para mantener los presupuestos destinados al mantenimiento. La infraestructura creada por Magaloni no se mantuvo en su totalidad porque estos esfuerzos necesitan de constancia, ideas renovadoras y personal motivado para mantenerlos. Sin embargo, sembró una semilla que no se secó en todos los municipios mexicanos y que ahora tiene la oportunidad de volver a desarrollarse con una nueva vitalidad.